# コートジボワールの大統領
コートジボワールの大統領（コートジボワールのだいとうりょう、フランス語: Président de la République de Côte d'Ivoire）は、コートジボワール共和国の元首たる大統領である。

## 概要
任期は1期につき5年。

## 大統領の一覧
| 代   | 大統領                                              | 大統領                 | 所属政党                         | 期                               | 在任期間                       | 在任期間         | 備考                                |
| ---- | --------------------------------------------------- | ---------------------- | -------------------------------- | -------------------------------- | ------------------------------ | ---------------- | ----------------------------------- |
| 00－ | フェリックス・ウフェ＝ボワニ Félix Houphouët-Boigny |                        | コートジボワール 民主党 （PDCI） | －                               | 1960年8月7日 - 1960年11月3日   | 88日             | 暫定大統領 （首相）                 |
| 001  | フェリックス・ウフェ＝ボワニ Félix Houphouët-Boigny | 1                      | コートジボワール 民主党 （PDCI） | 1960年11月3日 - 1965年           | 33年 + 34日                    |                  |                                     |
| 001  | フェリックス・ウフェ＝ボワニ Félix Houphouët-Boigny | 2                      | コートジボワール 民主党 （PDCI） | 1965年 - 1970年                  | 33年 + 34日                    |                  |                                     |
| 001  | フェリックス・ウフェ＝ボワニ Félix Houphouët-Boigny | 3                      | コートジボワール 民主党 （PDCI） | 1970年 - 1975年                  | 33年 + 34日                    |                  |                                     |
| 001  | フェリックス・ウフェ＝ボワニ Félix Houphouët-Boigny | 4                      | コートジボワール 民主党 （PDCI） | 1975年 - 1980年                  | 33年 + 34日                    |                  |                                     |
| 001  | フェリックス・ウフェ＝ボワニ Félix Houphouët-Boigny | 5                      | コートジボワール 民主党 （PDCI） | 1980年 - 1985年                  | 33年 + 34日                    |                  |                                     |
| 001  | フェリックス・ウフェ＝ボワニ Félix Houphouët-Boigny | 6                      | コートジボワール 民主党 （PDCI） | 1985年 - 1990年                  | 33年 + 34日                    |                  |                                     |
| 001  | フェリックス・ウフェ＝ボワニ Félix Houphouët-Boigny | 7                      | コートジボワール 民主党 （PDCI） | 1990年 - 1993年12月7日           | 33年 + 34日                    | 在任中に死去     |                                     |
| 00－ | コナン・ベディエ Henri Konan Bédié                  | 7                      |                                  | コートジボワール 民主党 （PDCI） | 1993年12月7日 - 1995年10月22日 | 1年 + 319日      | 大統領代行 （国民議会議長）         |
| 002  | コナン・ベディエ Henri Konan Bédié                  | 8                      | 1995年10月22日 - 1999年12月24日  | コートジボワール 民主党 （PDCI） | 4年 + 63日                     | 任期満了前に辞任 |                                     |
| 00－ | ロベール・ゲイ Robert Guéï                          |                        | 無所属 （軍人）                  | －                               | 1999年12月24日 - 2000年1月4日  | 11日             | 暫定元首 （国家国民救済委員会議長） |
| 003  | ロベール・ゲイ Robert Guéï                          | 9                      | 無所属 （軍人）                  | 2000年1月4日 - 2000年10月25日    | 295日                          | 任期満了前に逃亡 |                                     |
| 004  | ローラン・バグボ Laurent Koudou Gbagbo              |                        | イボワール人民戦線 （FPI）       | 10                               | 2000年10月26日 - 2010年12月4日 | 10年 + 39日      | 任期延長                            |
| 004  | ローラン・バグボ Laurent Koudou Gbagbo              | －                     | イボワール人民戦線 （FPI）       | 2010年12月4日 - 2011年4月11日    | 128日                          | 二重政府状態     |                                     |
| 005  | アラサン・ワタラ Alassane Dramane Ouattara          |                        | 共和主義者連合 （RDR）           | 11                               | 2010年12月4日 - 2011年4月11日  | 二重政府状態     | 128日                               |
| 005  | アラサン・ワタラ Alassane Dramane Ouattara          | 2011年4月11日 - 2015年 | 共和主義者連合 （RDR）           | 11                               | 14年 + 175日                   |                  |                                     |
| 005  | アラサン・ワタラ Alassane Dramane Ouattara          | 12                     | 共和主義者連合 （RDR）           | 2015年 - 2020年                  | 14年 + 175日                   |                  |                                     |
| 005  | アラサン・ワタラ Alassane Dramane Ouattara          | 13                     | 共和主義者連合 （RDR）           | 2020年 - （現職）                | 14年 + 175日                   |                  |                                     |